# Nej (sång)
Nej är ett sångnummer som komponerades av Benny Andersson och Björn Ulvaeus till musikalen Kristina från Duvemåla 1995. I musikalen kallas sången Bröderna vill resa till Nordamerika och sjungs av rollerna Kristina, Karl Oskar och Robert.
Kristina sjunger att hon aldrig skulle ha träffat Karl Oskar om hon inte hade fallit ut sin gunga och slagit sig i knät en dag i april. Då kommer Robert som blivit slagen av husbonden som han arbetar som dräng hos. Han vill inte bo kvar i Sverige, han vill till Nordamerika. Karl Oskar har samma planer som Robert men Kristina vill inte ens flytta utanför socknen. Till slut blir det ändå som Karl Oskar och Robert vill.
Den är inspelad på CD och sjungs då av de ursprungliga rollinnehavarna Helen Sjöholm och Peter Jöback och Anders Ekborg).